# КАМАЗ 43253
КАМАЗ-43253 — російський двохосний середньотонажний вантажний автомобіль з колісною формулою 4х2, що виготовляється на КАМАЗі. КАМАЗ-43253 пропонується з бортовим кузовом і в версії шасі.
Оновлена версія базового КамАЗ-4325. Має аналогічний КамАЗу-5320 стандартний типорозмір, менший ніж базовий КамАЗ-5325. Призначений в тому числі для роботи автопоїздом з причепом ГКБ-8350 такого ж типорозміру.

## Двигуни

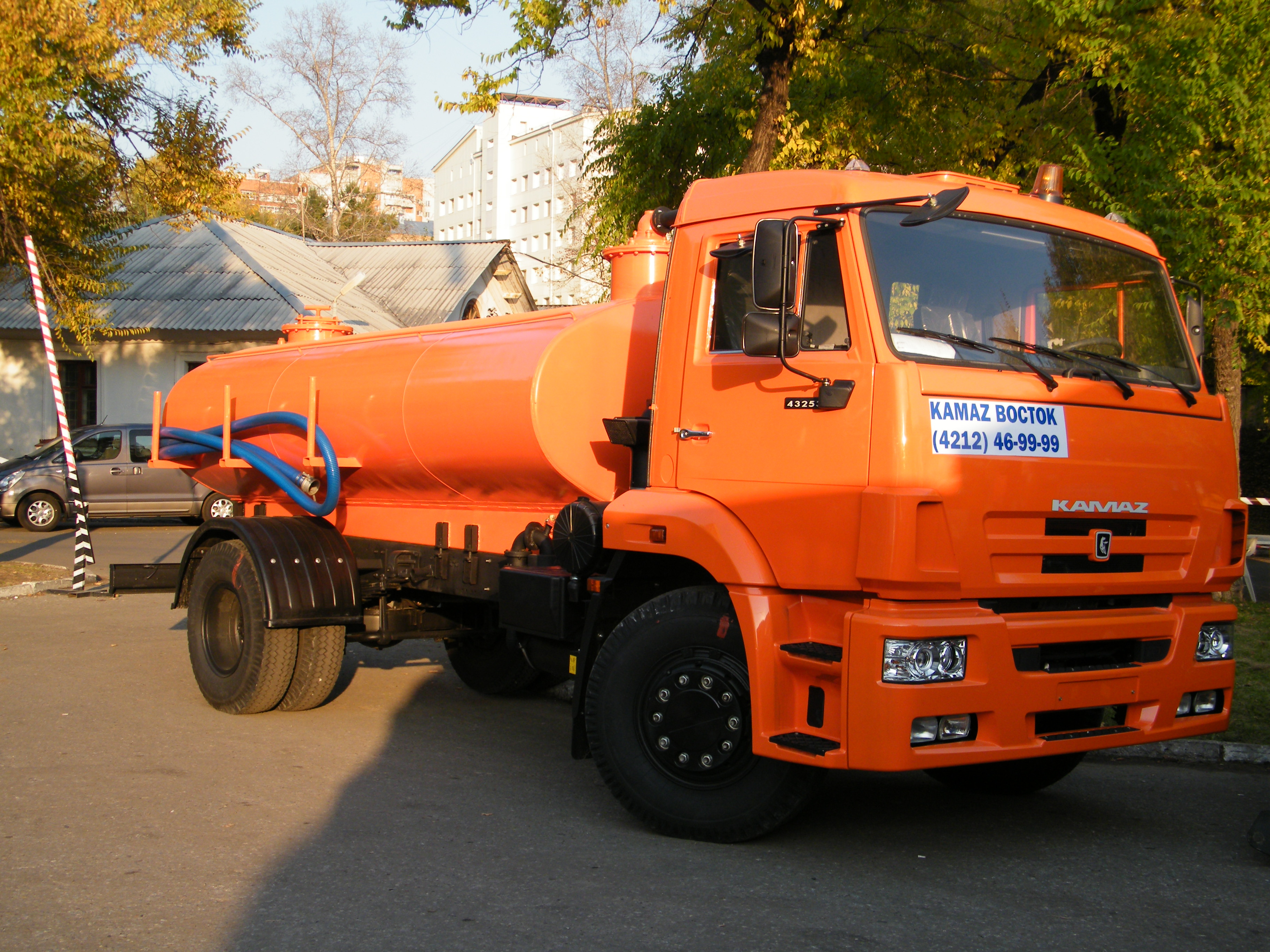
Оновлений КАМАЗ 43253

- Cummins 4 ISBe 185 Євро-3, Р4, об'ємом 4,4616 л, потужністю 180 к.с. (133 кВт) при 2500 об/хв, 647 Нм при 1700 об/хв (встановлюється на рестайлінгову модель).
- Cummins 6 ISBe 210 Євро-3, Р6, об'ємом 6,7 л, потужністю 210 к.с. (155 кВт) при 2500 об/хв, 773 Нм при 1700 об/хв.
- КамАЗ 740.31-240 Євро-2, V8, об'ємом 10,85 л, потужністю 240 к.с. (176 кВт) при 2200 об/хв, 912 Нм при 1100-1500 об/хв.

## Модифікації[1]

### Бортові
- КАМАЗ-43253-012-15 - зі звичайною кабіною і двигуном КамАЗ 740.31-240,
- КАМАЗ-43253-69 (G5)[2],
- КАМАЗ-43253-014-96(А3) - зі звичайною кабіною і двигуном Cummins 6 ISBe 210,
- КАМАЗ-43253-6019-99(H3) - з рестайлінговою кабіною і двигуном Cummins 4 ISBe 185,
- КАМАЗ-43253-6020-99(H3) - з рестайлінговою кабіною і двигуном Cummins 4 ISBe 185.

### Шасі
- 43253-1011-15 - зі звичайною кабіною і двигуном КамАЗ 740.31-240,
- 43253-1010-15 - зі звичайною кабіною і двигуном КамАЗ 740.31-240,
- 43253-1012-15 - зі звичайною кабіною і двигуном КамАЗ 740.31-240,
- 43253-1012-96(А3) - зі звичайною кабіною і двигуном Cummins 6 ISBe 210,
- 43253-1013-96(А3) - зі звичайною кабіною і двигуном Cummins 6 ISBe 210,
- 43253-1912-96(А3) - зі звичайною кабіною і двигуном Cummins 6 ISBe 210,
- 43253-1913-96(А3) - зі звичайною кабіною і двигуном Cummins 6 ISBe 210,
- 43253-1014-96(А3) - зі звичайною кабіною і двигуном Cummins 6 ISBe 210,
- 43253-3019-99(H3) - з рестайлінговою кабіною і двигуном Cummins 4 ISBe 185,
- 43253-3020-99(H3) - з рестайлінговою кабіною і двигуном Cummins 4 ISBe 185.